# Христина Вучкова
Христина Вучкова (до шлюбу Русєва; 1 жовтня 1991, Софія, Болгарія) — болгарська волейболістка, центральна блокуюча. Гравець національної збірної.

## Із біографії
У складі національної збірної виступала на чотирьох чемпіонатах Європи (2011, 2013, 2015, 2017), шести розіграшах Євроліги (2010, 2011, 2012, 2013, 2018, 2021) і Європейських іграх 2015 року. Дворазова переможниця Європейської волейбольної ліги (2018, 2021).
Одружена з баскетболістом Івайлом Вучковим.

## Клуби
| Роки      | Клуби                          |
| --------- | ------------------------------ |
| 2008—2009 | ЦСКА (Софія)                   |
| 2009—2010 | «Левські» (Софія)              |
| 2010—2011 | ЦСКА (Софія)                   |
| 2011—2012 | «Фоппапедретті» (Бергамо)      |
| 2012—2013 | «Телеком» (Баку)               |
| 2013—2014 | «Модена»                       |
| 2014—2015 | «Нілуфер Беледієспор» (Бурса)  |
| 2015—2016 | «Телеком-Рабіта» (Баку)        |
| 2016—2018 | «Галатасарай» (Стамбул)        |
| 2018—2019 | «Тюрк Халла Йолларі» (Стамбул) |
| 2019—2020 | «Маріця» (Пловдив)             |
| 2020—2021 | ПТТ Спор (Анкара)              |
| 2021—2022 | «Імоко Воллей» (Конельяно)     |
| 2022—2023 | «Бейцин Мотор» (Пекін)         |
| 2023—2024 | «Омаха Суперновас»             |
| 2024—     | «Фенербахче» (Стамбул)         |

## Досягнення

### У збірній
- Переможець Європейської ліги (2): 2018, 2021
- Фіналіст Європейської ліги (2): 2010, 2012
- Третій призер Європейської ліги (2): 2011, 2013

### У клубах
- Чемпіон Болгарії (2): 2010, 2011
- Володар кубка Болгарії (1): 2011
- Чемпіон Італії (1): 2022
- Володар кубка Італії (1): 2022
- Володар суперкубка Італії (2): 2011, 2021
- Віцечемпіон Азербайджану (1): 2016
- Віцечемпіон Туреччини (1): 2017